# 石根村
石根村（いわねむら）は愛媛県東予地方の周桑郡にあった村である。1955年（昭和30年）に、石鎚村、小松町、石根村の1町2村の合併により小松町となり、自治体としては消滅した。小松町は平成の市町村合併にて西条市、東予市、周桑郡2町の合併により、西条市となり、現在に至っている。

## 地理
現在の西条市の西部、石鎚山麓。中山川中流の右岸。中央構造線が南に横たわる石鎚山系の山々の裾を東西に横断しており、中山川に流れ込む小河川の扇状地が連なっている。
村名の由来
石鎚山の麓という意味。
河川
中山川、妙之谷川、安井谷川

## 歴史
中世
- 16世紀半ば、黒河氏が妙口に剣山城を築き、周布郡・桑村郡一帯を治めた。16世紀後半には黒河（黒川氏）は壬生川氏と対峙した。
- 1585年　豊臣勢の四国攻めに伴い、宇野識弘が当地の諸城を平定していった。

藩政期
- 1636年（寛永13年）以降小松藩領。
- 大頭村の佐伯氏は庄屋でかつ酒造業も営むなど小松藩の有力商人であった。

明治以降
- 1911年（明治44年） - 耕地整理組合発足、ため池の築造、小扇状地の耕地整理などを進めた。
- 大正年間に愛宕柿の品種改良進み、昭和初期に栽培が広がった。
- 1915年（大正4年） - 小作農が口米の廃止を廃止を求めて地主層と対立。小作争議勃発。
- 1925年（大正14年） - この頃小作人組合が発足。
- 1927年（昭和2年） - この頃からメーデーへの農民の参加など農民運動盛ん。

## 村の沿革
- 1889年（明治22年）12月15日 - 町村制施行に伴い、妙口（みょうぐち）、大頭（おおと）、大郷（おおご）、安井（やすい）の4か村と明穂村（あかお）の一部が合併し、石根村となる。
- 1955年（昭和30年）4月25日 - 小松町・石鎚村と合併して小松町となり、自治体としての歴史を閉じた。

```
石根村の系譜
（町村制実施以前の村）　（明治期）　　　　　　　　　（昭和の合併）　（平成の合併）
　　　　　　　　　　　　町村制施行時　　　　　　　
妙口　━━━━┓
大頭　━━━━┫
大郷　━━━━╋━━石根村━━━━━━━━━━━┓
安井　━━━━┫　　　　　　　　　　　　　　　　┃昭和30年4月25日
明穂　━━━━┫　　　　　　　　　　　　　　　　┃ 合併
　　　　　　　┃　　　　　　　　　　　　　　　　┣━小松町　━━━━━┓
　　　　明穂の一部が　　　　　　　　　　　　　　┃　　　　　　　　　　┃
　　　　中川村へ　　　　　　　　　　　　　　　　┃　　　　　　　　　　┃
　　　　　　　　　　小松村━━━━小松町━━━━┫　　　　　　　　　　┃
　　　　　　　　　　石鎚村━━━━━━━━━━━┛　　　　　　　　　　┃
　　　　　　　　　　　　　　　　　　　　　　　　　　　　　　　　　　　┃平成16年11月1日　
　　　　　　　　　　　　　　　　　　　　　　　　　　　　　　　　　　　┃新設合併、新・西条市発足
　　　　　　　　　　　　　　　　　　　　　　　　　　　　西条市━━━━╋━━西条市
　　　　　　　　　　　　　　　　　　　　　　　　　　　　東予市━━━━┫
　　　　　　　　　　　　　　　　　　　　　　　　　　　　丹原町━━━━┛

（注記）石根村以外の合併以前の系譜はそれぞれの市町村の記事を参照のこと。

```

## 地域
成立時の旧4か村がそのまま大字となった。合併して小松町になってからも大字は存続された。役場は大頭におかれた。明穂は「明尾」とも書く。
妙口（みょうぐち）大頭（おおと）、大郷（おおご）、安井（やすい）、明穂（あかお）
なお、現在、西条市になってからの地名表記では、「小松町」を付け、大字を省く。
西条市小松町妙口

## 産業
米、麦のほか、果樹の生産が盛んで、ウンシュウミカン、カキ、ナシ、モモなどを産した。特に当村の大頭が発祥の地とされる愛宕柿の産地として知られていた。